# Lennart Clerwall
Lennart Clerwall, född 1944, är en svensk sångare, gitarrist och låtskrivare.

## Låtar
- Inga blommor växer på en sjömans grav - Stefan Borsch
- Venus Butterfly - Popgruppen Angels bidrag till den svenska Melodifestivalen 1992.
- "En kvinna ser tillbaka", en ballad ursprungligen inspelad av Max Rogers 1991, senare inspelad av Matz Bladhs 2004, även inspelad 1995 av Göran Lindberg som "Julen står för vår dörr".